# 大崎上島櫂伝馬競漕
大崎上島櫂伝馬競漕（おおさきかみじまかいでんまきょうそう）は、広島県の大崎上島、豊田郡大崎上島町において開催されている行事。大崎上島町指定無形民俗文化財。島の宝100景。

## 櫂伝馬

### 概要
櫂伝馬船とは、一般には櫂で漕ぐ伝馬船のことで、特に船神事での神輿渡御において御座船を曳航するタグボートのことを言う。
島の櫂伝馬のルーツは瀬戸内海各地にいた水軍（海賊衆）が用いた最も早い船「小早」にあるという。大崎上島の水軍は一つの勢力ではなく「大崎衆」と呼ばれた豪族連合で、戦国時代に小早川水軍乃美宗勝の配下となり毛利水軍に組み込まれ厳島の戦いなど毛利氏に従って戦った。江戸時代以降、廻船操業・造船で栄えたこの島では各地区ごとに櫂伝馬を所有していた。島内にある神社で舟運の安全祈願のため船神事が行われていたが、何時頃からか各地区の櫂伝馬で競争するようになり、地区の名誉にかけて熱戦が繰り広げられた。記録として残っているものが江戸時代末期のことであるため、200年以上の歴史がある。
現在櫂伝馬の行事は「ひがしの住吉祭」「きのえ十七夜祭」「恵比寿神社」の島内3ヶ所で行われている。その他櫂伝馬資料は海と島の歴史資料館に展示されている。ただ近年は少子高齢化により漕ぎ手の減少や櫂伝馬を作れる船大工自体がいなくなることなどの問題のため関係者は存続に危機感を抱いており、この経緯から文化事業として「旅する櫂伝馬」というイベントも行われている。

### 諸元
建造費用は約300万円。耐久年数は不明だが、建造は7年から10年周期で行われている。現在はスポーツマンシップに則り規定が設けられている。以下、ひがしの住吉祭で用いる櫂伝馬の諸元を示す。
- 全長12m（あるいは11.5m）、幅1.8m。船体はキリ、櫂はサクラが用いられる。
- 乗船は18人、各地区ごとで色分けされている。
  - 船頭 : 1人、舵取り。船尾で大櫂とよぶ櫂で舵を取る。
  - 太鼓打ち : 1人、船尾で櫂を漕ぐピッチを叩く。
  - 台振り : 1人、船首で采を振って鼓舞する。小学生男児の役目。
  - 剣櫂振り : 1人、船尾で太鼓に合わせて剣櫂（小さな櫂）を振る。小学生男児の役目。
  - 水夫（漕ぎ手） : 14人。櫂は左右7丁ずつ。その構造から船首に近いほど櫂は長い。
- 漕ぎ手の掛け声

ホーオンは報恩あるいは報本反始の意で、神や祖先などに感謝すること。エイヤは長く栄えるの意。つまり全体で「受けた御恩に報いることは、誠に美しく立派なことだ、よいことだ、よいことだ」の意とされている（ホーランエンヤも参照）。
- 側面の化粧も地区ごとに違う[8]。

きのえ十七夜祭の櫂伝馬競漕は、乗船16人（台振り・剣櫂振りがいない）、舳先の形状が東野櫂伝馬より丸くなっていることなど、若干異なっている。
櫂伝馬競漕となってから、速さを求めて船の構造や漕ぎ手、太鼓打ちのリズムが研究され進化したという。対抗意識が強かった時代にはいざこざが絶えなかった。昔は地区ごとに櫂伝馬の図面があり秘密にされており、第一次世界大戦時の大正バブルで島内の造船業が盛況だった時期には櫂伝馬の大きさの規定がなかったことから争うように大型化が進められたという。優勝した地区は1年間威張れ、競漕中にわざとぶつけたり水夫が櫂を持って喧嘩したこともあったという。ただこうした野蛮・粗暴である行為は昔は粋であるとされており、喧嘩も祭りの日だけという不文律もあった。スポーツマンシップに則りだしたのは昭和30年頃からと言われている。

## 祭り

### ひがしの住吉祭
毎年8月13日に開催。以前は旧暦6月29日に行われていたが帰省者が参加しやすいよう現在のものとなった。東野古江にあった住吉神社は文政10年（1827年）大阪住吉大社を分祠し海辺近くに小祠として建立したが明治期の神社合祀により、現在では山側にある古江八幡神社に合祀されている。その住吉祭は祠として建立した時から行われていたと考えられている。当時は櫂伝馬競漕は住吉祭のメインではなく、いわゆる余興であった。文政8年（1825年）の船燈箱が残っていることから櫂伝馬競漕だけは住吉祭が始まる前から行われていたとする説もある。
祭りは、まず神社から出た神輿は御座船に載り白水港へ向かい、これに櫂伝馬が後に続く。そして神輿が港の陸に鎮座すると櫂伝馬競漕が始まる。それが終わると再び御座船に乗り櫂伝馬はお供し、矢弓地区にある御旅所へ向かい神事を行い、そして再び御座船・櫂伝馬は白水港に戻り神輿は陸に上がり氏子の参詣を受ける。これが終わると海上花火大会となる。
ここでの櫂伝馬競漕は最盛期8地区が参加し昔ながらの様式を色濃く残していたという。東野出身の望月圭介は櫂伝馬に支援し、島の北側の竹原出身の池田勇人が寄贈した優勝旗が残されている。人口減少により現在では白水港で4地区による競漕が行われ、各地区を転戦しながら計5レースで争い、総合ポイントで優勝を決める。また観光客向けに試乗体験も行われている。

### きのえ十七夜祭

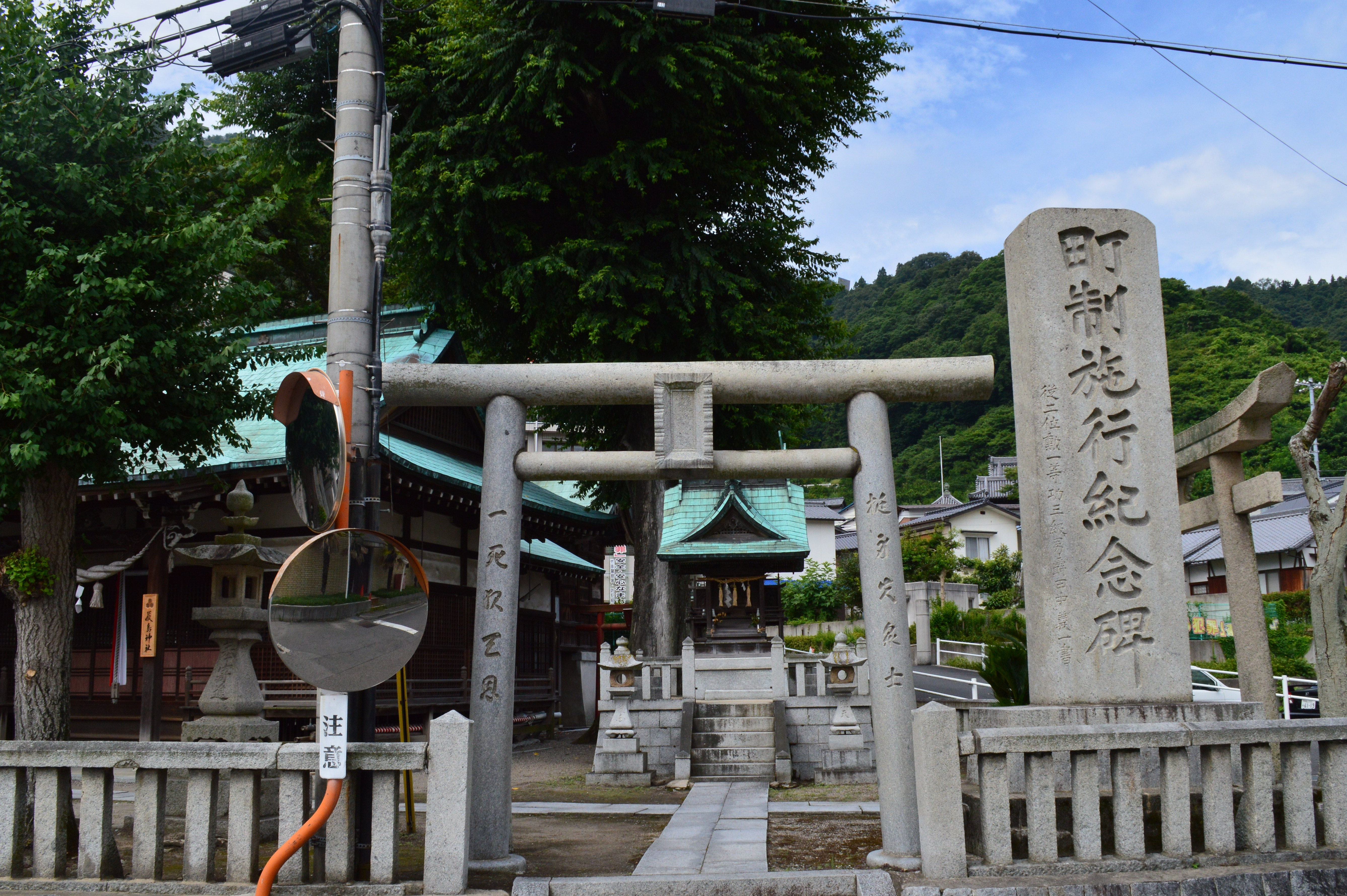
厳島神社

旧暦6月17日に開催。木江にある厳島神社は貞勧3年（861年）勧請と伝わり、イチキシマヒメ伝承も残る。この例祭は厳島神社管絃祭にあたる。櫂伝馬競漕は古くからこの例祭の中心行事であったとされるものの、その資料は残されていない。
祭りは、まず廻り競争と呼ばれる第1回競争が行われた後、神社から御輿が出て御座船にのり湾内をめぐった後、宇浜桟橋に鎮座する。そして残りの櫂伝馬競漕が終わった後に、神社の祭事がつつき、最後に花火大会で終わる。
こちらの櫂伝馬競漕も4地区による計5レースによる競争になる。また同様に観光用の試乗体験も行われている。

### 沖浦恵比寿神社祭礼
体育の日に開催。昔は10月10日に開催されていたが休日制定後に合わせるようになった。木江沖浦の恵比寿神社は宝永2年（1705年）勧請と伝わり、社自体は明治期の神社合祀により不要となった東野の住吉神社から移築したもの。移築の際には櫂伝馬で運搬したという。櫂伝馬競漕は慶応2年（1866年）から始まったとされている。
なお現在は櫂伝馬競漕は行われておらず、試乗体験会のみとなっている。

### 旅する櫂伝馬
少子高齢化による過疎化が進む中で島の文化継承として2010年から始まった事業。島の若者が櫂伝馬で厳島まで向かい、その寄港地・目的地で櫂伝馬文化をアピールするというもの。

## 備考
- 海の上の診療所 - 第4話 「阿岐之島」で阿部力演じる池田晴男が漕手として登場する。

## 交通
大崎上島#交通参照